# 八吉府街道
八吉府街道，是中华人民共和国湖北省武汉市洪山区下辖的一个乡镇级行政单位。2010年8月，武汉市民政局发布武民政[2010]133号《市民政局关于撤销洪山区花山镇和建设乡分别设立洪山区花山和八吉府街道办事处的批复》，撤销原洪山区建设乡，在其范围内设立八吉府街道。同年，八吉府街道由武汉化学工业区托管。于2018年并入青山区并挂牌“武汉市青山区人民政府（武汉化工区管委会）”。

## 行政区划
八吉府街道下辖以下地区：
工业港村、群利村、群联村、向家尾村、黎明村、四新村、高潮村、崇阳村、前锋村、建洲村、新集村、新村、建设村和胡教村。